# Il ponte dei maniscalchi
Il ponte dei maniscalchi è un album di Luca Bonaffini pubblicato nel 1999 dall'etichetta discografica Archimedia Edizioni.

## Descrizione
Il titolo è ispirato alla fermata centrale di Mosca, Kuzneckij Most, che significa appunto il ponte dei maniscalchi. L'album ha come tema le apocalissi scampate del Novecento, a partire dal lancio delle bombe di Hiroshima e Nagasaki, passando attraverso il 1968, lo spettro dell'omologazione, la rivoluzione mediatica, per arrivare fino alla Guerra in Bosnia ed Erzegovina.
All'album prende parte Claudio Lolli, voce recitante nel monologo Prologodot, interprete ne La protesta e l'amore,  autore di Qualcosa di più.
L'album è stato ristampato nel 2015 da Edizioni Gilgamesh in allegato al libro di Mario Bonanno La protesta e l'amore. Conversazioni con Luca Bonaffini, in occasione dei trent'anni di carriera.

## Tracce
1. Prologodot – 2:09
2. Fuori di testo – 3:50
3. Hiroshima – 3:38
4. Il ponte dei maniscalchi – 3:26
5. Meglio della magia – 3:33
6. La protesta e l'amore – 4:03
7. Mostra Mostar – 4:49
8. Il peota Stone – 4:02
9. La scogliera – 4:16
10. Via Emilia – 2:40
11. Qualcosa di più – 3:02

Durata totale: 39:28

## Musicisti
- Luca Bonaffini - voce
- Claudio Lolli - voce